# 瀬戸市立水無瀬中学校
瀬戸市立水無瀬中学校（せとしりつ みなせちゅうがっこう）は、愛知県瀬戸市原山町にある公立中学校。

## 概要
- 西蔵所町、蔵所町、西本町1丁目・2丁目、銀杏木町、西茨町、幸町、東権現町、西権現町、熊野町、陶原町1-6丁目、東吉田町、水無瀬町、瘤木町、西吉田町、見付町、共栄通1-7丁目、北浦町1-4丁目、川端町1-3丁目、市場町、城屋敷町、東寺山町、城ケ根町、西寺山町、東長根町、西長根町、神川町、美濃池町、幡野町、原山町、新郷町が校区であり[1]、瀬戸市立陶原小学校校区と瀬戸市立長根小学校校区に該当する[2]。

## 沿革
- 1947年（昭和22年）4月1日 - 瀬戸市立第一中学校として開校。校舎は無く、瀬戸市立陶原小学校西校舎を本校とし、瀬戸市立道泉小学校に分校を設置する。
- 1949年（昭和24年）4月1日 - 瀬戸市立水無瀬中学校に改称する。
- 1950年（昭和25年）4月 - 現在地（旧・瀬戸商業学校[注釈 1] 跡地）に校舎を新築し、移転する。
- 1959年（昭和34年） - 新校舎（鉄筋コンクリート造）が完成する。
- 1962年（昭和37年） - 陶器窯が完成する。
- 1969年（昭和44年） - 校舎を増築する。

## 交通アクセス
- 名鉄瀬戸線瀬戸市役所前駅下車、徒歩約25分。
- 名鉄バス東山線「水無瀬中学校前」バス停より徒歩約3分。
  - 藤が丘から【43系統・44系統】「瀬戸駅前」行。

## 周辺施設
- 愛知県立瀬戸窯業高等学校
- 瀬戸市立陶原小学校
- 瀬戸市立萩山小学校
- 瀬戸市立原山小学校
- 愛知朝鮮第七初級学校
- 瀬戸警察署

## 著名な卒業生
- 福島春樹（サッカー選手）
- 鈴木淳司（政治家）